# Le Chien-chien à son Homer
Le Chien-chien à son homer (France) ou Les Dents de la bière (Québec) (Old Yeller-Belly) est le 19e épisode de la saison 14 de la série télévisée d'animation Simpson.

## Synopsis
Pendant que Bart et ses copains se réunissent dans la cabane, Lisa et ses copines font de même. Découvrant cela, les garçons décident de les espionner. En tirant sur la corde qui permettait au garçons de les écouter, les filles détruisent la cabane de Bart. Pour la reconstruire, Marge fait appel aux Amish. En allumant une lumière un court-circuit se déclenche et emprisonne Homer dans les flammes. Alors que Petit Papa Noël reste inactif face à la détresse d'Homer, c'est le chat Boule de Neige II qui arrive à le sauver. Bart et Lisa vont alors essayer de redorer le blason du chien dans le cœur de leur père